# Saturn Awards 1988
La 15ª edizione dei Saturn Awards si è svolta il 23 agosto 1988, per premiare le migliori produzioni cinematografiche del 1987.

## Candidati e vincitori
I vincitori sono indicati in grassetto.

### Film

#### Miglior film di fantascienza
- RoboCop, regia di Paul Verhoeven[1]
- L'alieno (The Hidden), regia di Jack Sholder
- Salto nel buio (Innerspace), regia di Joe Dante
- I dominatori dell'universo (Masters of the Universe), regia di Gary Goddard
- Predator, regia di John McTiernan
- L'implacabile (The Running Man), regia di Paul Michael Glaser

#### Miglior film horror
- Ragazzi perduti (The Lost Boys), regia di Joel Schumacher[2]
- La casa 2 (Evil Dead II: Dead by Dawn), regia di Sam Raimi
- Hellraiser (Clive Barker's Hellraiser), regia di Clive Barker
- Il buio si avvicina (Near Dark), regia di Kathryn Bigelow
- Nightmare 3 - I guerrieri del sogno (A Nightmare on Elm Street 3: Dream Warriors), regia di Chuck Russell
- Pumpkinhead, regia di Stan Winston

#### Miglior film fantasy
- La storia fantastica (The Princess Bride), regia di Rob Reiner[3]
- Miracolo sull'8ª strada (*batteries not included), regia di Matthew Robbins
- Appuntamento con un angelo (Date with an Angel), regia di Tom McLoughlin
- Bigfoot e i suoi amici (Harry and the Hendersons), regia di John Glen
- 007 - Zona pericolo (The Living Daylights), regia di John Glen
- Le streghe di Eastwick (The Witches of Eastwick), regia di George Miller

#### Miglior attore
- Jack Nicholson - Le streghe di Eastwick (The Witches of Eastwick)
- Michael Nouri - L'alieno (The Hidden)
- Arnold Schwarzenegger - Predator
- Lance Henriksen - Pumpkinhead
- Peter Weller - RoboCop
- Terry O'Quinn - Stepfather - Il patrigno (The Stepfather)

#### Miglior attrice
- Jessica Tandy - Miracolo sull'8ª strada (*batteries not included)
- Melinda Dillon - Bigfoot e i suoi amici (Harry and the Hendersons)
- Lorraine Gary - Lo squalo 4 - La vendetta (Jaws: The Revenge)
- Robin Wright Penn - La storia fantastica (The Princess Bride)
- Nancy Allen - RoboCop
- Susan Sarandon - Le streghe di Eastwick (The Witches of Eastwick)

#### Miglior attore non protagonista
- Richard Dawson - L'implacabile (The Running Man)
- Robert De Niro - Angel Heart - Ascensore per l'inferno (Angel Heart)
- Barnard Hughes - Ragazzi perduti (The Lost Boys)
- Duncan Regehr - Scuola di mostri (The Monster Squad)
- Bill Paxton - Il buio si avvicina (Near Dark)
- Robert Englund - Nightmare 3 - I guerrieri del sogno (A Nightmare on Elm Street 3: Dream Warriors)

#### Miglior attrice non protagonista
- Anne Ramsey - Getta la mamma dal treno (Throw Momma from the Train)
- Lisa Bonet - Angel Heart - Ascensore per l'inferno (Angel Heart)
- Dorothy Lamour - Creepshow 2
- Louise Fletcher - Fiori nell'attico (Flowers in the Attic)
- Jenette Goldstein - Il buio si avvicina (Near Dark)
- Veronica Cartwright - Le streghe di Eastwick (The Witches of Eastwick)

#### Miglior attore emergente
- Kirk Cameron - Tale padre tale figlio (Like Father Like Son)
- Scott Curtis - I demoni della mente (Cameron's Closet)
- Stephen Dorff - Non aprite quel cancello (The Gate)
- Corey Haim - Ragazzi perduti (The Lost Boys)
- Andre Gower - Scuola di mostri (The Monster Squad)
- Joshua John Miller - Il buio si avvicina (Near Dark)

#### Miglior regia
- Paul Verhoeven - RoboCop[4]
- Kathryn Bigelow - Il buio si avvicina (Near Dark)
- Joe Dante - Salto nel buio (Innerspace)
- William Dear - Bigfoot e i suoi amici (Harry and the Hendersons)
- Jack Sholder - L'alieno (The Hidden)
- Stan Winston - Pumpkinhead

#### Miglior sceneggiatura
- Michael Miner e Edward Neumeier - RoboCop
- Alan Parker - Angel Heart - Ascensore per l'inferno (Angel Heart)
- James Dearden - Attrazione fatale (Fatal Attraction)
- Jim Kouf - L'alieno (The Hidden)
- William Goldman - La storia fantastica (The Princess Bride)
- Michael Cristofer - Le streghe di Eastwick (The Witches of Eastwick)

#### Migliori effetti speciali
- Peter Kuran, Phil Tippett, Rob Bottin e Rocco Gioffre - RoboCop
- Vern Hyde, Doug Beswick e Tom Sullivan - La casa 2 (Evil Dead II: Dead by Dawn)
- Dennis Muren, Bill George, Harley Jessup e Kenneth Smith - Salto nel buio (Innerspace)
- Richard Edlund - I dominatori dell'universo (Masters of the Universe)
- Joel Hynek, Stan Winston, Richard Greenberg e Robert M. Greenberg - Predator
- Michael Lantieri - Le streghe di Eastwick (The Witches of Eastwick)

#### Miglior colonna sonora
- Alan Silvestri - Predator
- Christopher Young - Hellraiser (Clive Barker's Hellraiser)
- Bruce Broughton - Scuola di mostri (The Monster Squad)
- John Carpenter - Il signore del male (Prince of Darkness)
- J. Peter Robinson - Il ritorno dei morti viventi 2 (Return of the Living Dead Part II)
- John Williams - Le streghe di Eastwick (The Witches of Eastwick)

#### Migliori costumi
- Phyliss Dalton - La storia fantastica (The Princess Bride)
- Susan Becker - Ragazzi perduti (The Lost Boys)
- Julie Weiss - I dominatori dell'universo (Masters of the Universe)
- Michael W. Hoffman e Aggie Lyon - Scuola di mostri (The Monster Squad)
- Erica Edell Phillips - RoboCop
- Robert Blackman - L'implacabile (The Running Man)

#### Miglior trucco
- Rob Bottin e Stephan Dupuis - RoboCop
- Mark Shostrom - La casa 2 (Evil Dead II: Dead by Dawn)
- Rick Baker - Bigfoot e i suoi amici (Harry and the Hendersons)
- Bob Keen - Hellraiser (Clive Barker's Hellraiser)
- Greg Cannom, Ve Neill e Steve LaPorte - Ragazzi perduti (The Lost Boys)
- Kevin Yagher, Mark Shostrom e R. Christopher Biggs - Nightmare 3 - I guerrieri del sogno (A Nightmare on Elm Street 3: Dream Warriors)

## Premi speciali
- President's Award: Mike Jittlov e Richard Kaye - The Wizard of Speed and Time
- George Pal Memorial Award: Larry Cohen
- Life Career Award: Roger Corman
- Silver Scroll (Outstanding Achievement): Gary Goddard - I dominatori dell'universo (Masters of the Universe)